# Viv Groskop
Viv Groskop (geboren 8. Juli 1973 in Hampshire) ist eine britische Stand-up-Comedian und Journalistin.

## Leben
Viv Groskop wuchs in Bruton, Somerset auf. Sie studierte Französisch und Russisch in Cambridge am Selwyn College (B.A.) und Russisch am University College London School of Slavonic and East European Studies (M.A.).
Sie begann als Journalistin beim Esquire und beim Daily Express und schrieb 1998 Kolumnen beim Sunday Express. Sie schreibt seither als freiberufliche Journalistin Artikel zu Büchern, Fernsehserien, Populärkultur, Familienleben und Frauenfragen und für britische Zeitungen und Magazine und zwischen 2006 und 2008 auch für den New Statesman. Sie schreibt auch in Russisch für die russische Vogue.
Groskop tritt als Comedian mit eigenen Texten auf, tourt mit ihrer Show und war 2015 beim Edinburgh Fringe eingeladen. Ihre Beiträge sammelte sie im Buch I Laughed, I Cried, das 2013 herauskam.
Groskop war von 2014 bis 2016 Direktorin des Bath Literature Festival.

## Werke
- I laughed, I cried : how one woman took on stand-up and (almost) ruined her life. London : Orion, 2013
- Anna Karenina Fix : life lessons from russian literature. Fig Tree, 2017